# 3. Klavierkonzert (Saint-Saëns)

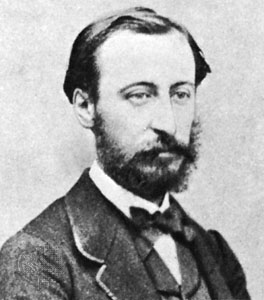
Saint-Saëns im Jahr 1875

Das 3. Klavierkonzert in Es-Dur, op. 29, ist ein Werk für Klavier und Orchester des französischen Komponisten Camille Saint-Saëns.

## Entstehung
Das dritte Klavierkonzert entstand im Jahr 1869, nur ein Jahr nach Vollendung seines 2. Klavierkonzertes. Es zeigt sich in der äußeren Anlage größer, sowohl in der Aufführungsdauer als auch in der Besetzung, die beispielsweise nun auch Posaunen enthält. Die musikalische Gestaltung ist um einiges romantisch-schwärmerischer als in den vorausgegangenen Konzerten und deutet so beispielsweise auf Konzerte Rachmaninows hin. Diese Stilveränderung zum vorausgehenden Werk begründet sich in der eingehenden Beschäftigung mit der zeitgenössischen romantischen Musik Europas zur Entstehungszeit. Der Schaffensprozess umfasste daher wesentlich mehr Zeit als beim vorausgegangenen Konzert, das in nur 17 Tagen entstanden war. Das dritte Klavierkonzert entstand dagegen in einem Zeitraum von ungefähr einem Jahr.
Das Werk ist Élie-Miriam Delaborde gewidmet.

## Zur Musik

### Besetzung
Solo-Klavier, 2 Flöten, 2 Oboen, 2 Klarinetten, 2 Fagotte, 2 Hörner, 3 Posaunen, 2 Trompeten, Pauke und Streicher

### 1. Satz: Moderato assai – Piu mosso

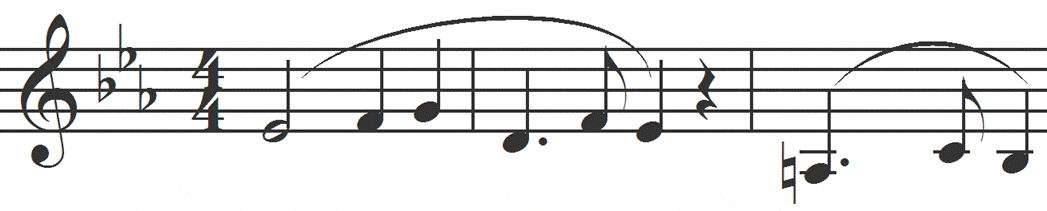
Notenbeispiel: Das Hauptthema des 1. Satzes

Die Exposition wird von leisen Arpeggioakkorden des Klaviers eingeleitet, bevor das Horn das Hauptthema vorstellt. Dieses erhält seine endgültige Gestalt in einem großangelegten sinfonischen Steigerung von Klavier und Orchester. Hektische Figuren des Klaviers und Orchesters nehmen das Hornmotiv wieder auf und führen zu einer Beruhigung des Geschehens. Ein zweiter, etwas undeutlich artikulierter Gedanke des Klaviers wird auf ruhigen Orchesterakkorden mit interessanter Chromatik ausgebreitet. Das Klavier entwickelt diesen Gedanken nun solo zum ausgeprägten zweiten Thema des Satzes. Die musikalische Aussage bleibt elegisch und schwärmerisch undeutlich, wie dies später beispielsweise häufig bei Sergej Rachmaninow der Fall ist. Eine neue Dynamik kommt in der Durchführung auf. Das Orchester bildet mit Abwärtsbewegungen, die aus dem Hauptthema entwickelt sind, die Grundlage für virtuose und teilweise rhythmisch innovativ verschobene Gedanken des Klaviers. Nach der Reprise folgt eine längere Solokadenz des Klaviers die durch den Vortrag des Hauptthemas von der Flöte beendet wird. Bald setzt das volle Orchester mit dem Hauptthema ein, beschleunigt das Geschehen und führt zu einem virtuosen Coda des langen Satzes.

### 2. Satz: Andante
Der Mittelsatz stellt lose die Form eines dreistrophigen Liedes dar. Der Satz beginnt auf einem leisen Orgelpunkt des Orchesters, auf dem das Klavier einige bedrohlich klingende Einwürfe entwickelt. Kurz danach erklingt das lyrische Hauptthema in den Streichern und wird ausgiebig vorgetragen. Erst nach einiger Zeit wirft das Klavier immer noch bedrohlich wirkende Phrasen ein. Streichertremoli beantworten diese Einwürfe. Erst die Wiederkehr des lyrischen Themas in den Streichern (2. Strophe) bewirkt einen endgültigen Stimmungswechsel, da das Klavier nun mit friedlichen und zarten Einwürfen in piano antwortet. Das Violoncello bringt gegen Ende des ergreifenden Satzes eine dritte Wiederkehr des Themas, das nochmals bedrohliche Einwürfe von Kontrabass und Klavier nach sich zieht und den Satz attacca in den Schlusssatz übergehen lässt.

### 3. Satz: Allegro non troppo
Der direkt an das Andante anknüpfende Finalsatz entwickelt sein freudiges Hauptthema durch das Klavier auf lauten Orchesterakkorden. Ein tänzerischer zweiter Gedanke wird von den Celli auf stampfenden Rhythmus des restlichen Orchesters angefügt. Das muntere Geschehen wird noch einige Male verändert und wiederholt, bevor das Konzert einen kurzen aber triumphalen Abschluss findet.

## Wirkung
Die Erstaufführung fand 1869 im Gewandhaus Leipzig unter der Leitung des Komponisten selbst statt. Diese Aufführung wurde zu einem ähnlichen Misserfolg wie die Uraufführung des 2. Klavierkonzertes ein Jahr zuvor in Paris. Das deutsche Publikum zeigte sich von dem allzu romantischen und weitschweifenden Charakter des Werkes wenig begeistert. Bis heute erfreut sich das Konzert einer geringeren Beliebtheit als seine Schwesterwerke und wird seltener aufgeführt.
Saint-Saëns arrangierte das Stück einige Jahre später für zwei Klaviere, wie er dies schon bei seinem 1. Klavierkonzert getan hatte.